# Otto Frederick Rohwedder

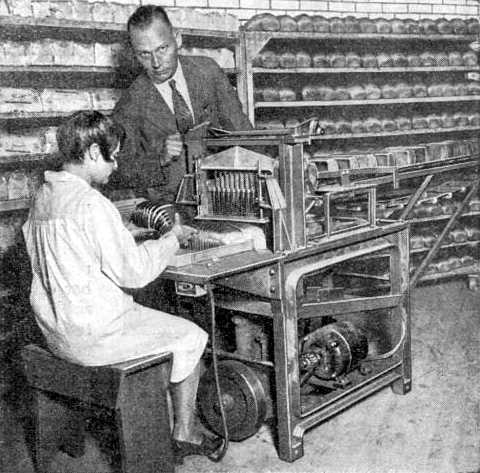
Elektrische Brotschneidemaschine in einer Bäckerei in St. Louis im Jahre 1930

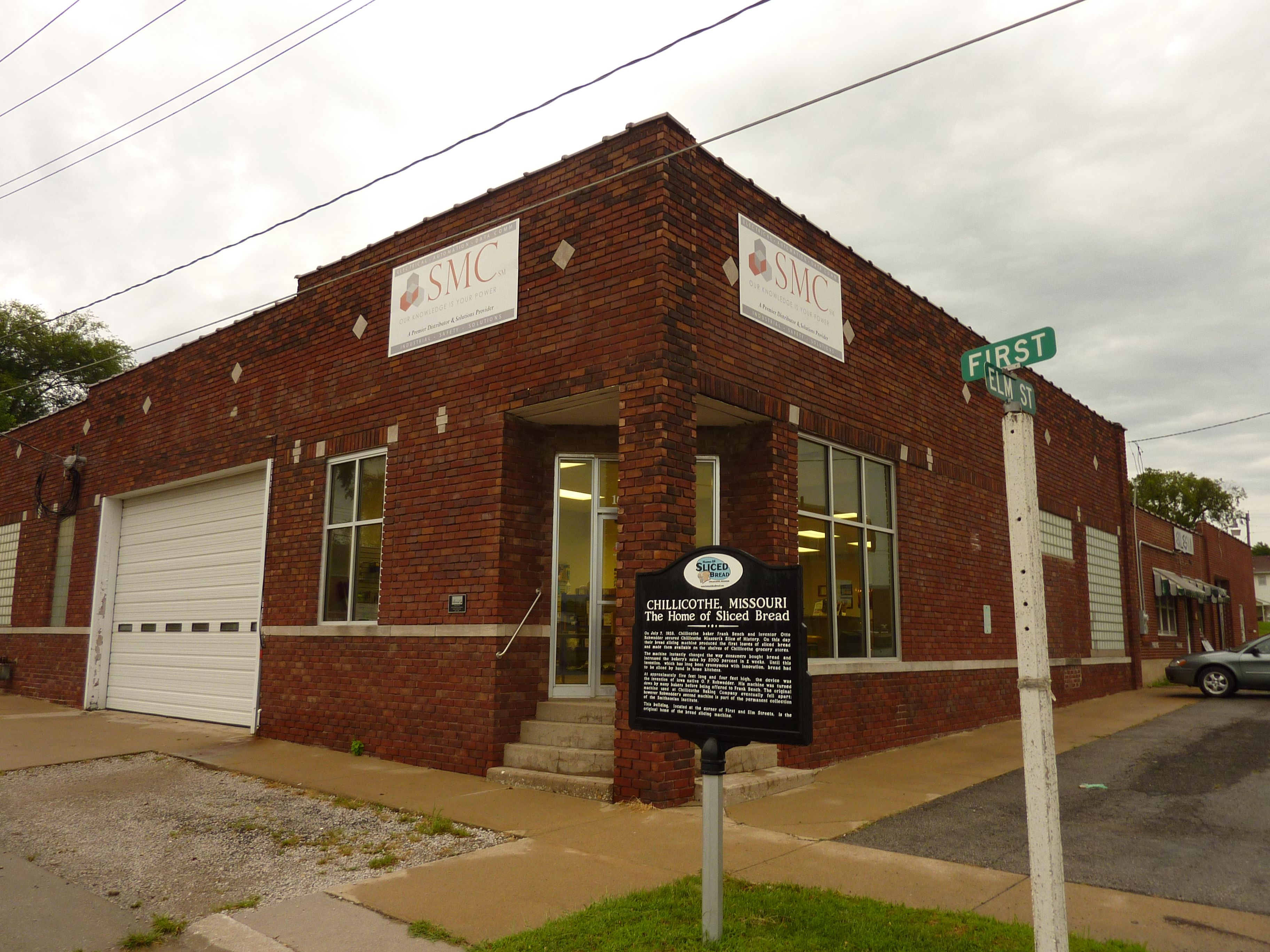
Gedenktafel in Chillicothe, Missouri. In diesem Gebäude befand sich einst die Bäckerei, in der 1928 erstmals maschinell geschnittenes Brot verkauft wurde.

Otto Frederick Rohwedder (* 6. Juli 1880 in Des Moines, Iowa; † 8. November 1960 in Concord, Michigan) war ein US-amerikanischer Erfinder. Er entwickelte die erste industriell einsetzbare elektrische Brotschneidemaschine und revolutionierte damit die Backwarenindustrie.

## Leben
Der Sohn einer deutschen Einwandererfamilie wuchs als jüngstes von fünf Kindern in Davenport (Iowa) auf. Nach einer Ausbildung in (Fein-)Optik und Optometrie am Northern Illinois College of Ophthalmology and Otology in Chicago war Rohwedder zunächst einige Jahre als Juwelier tätig. Die Beschäftigung mit Uhren inspirierte ihn zur Konstruktion neuer Maschinen, und so verkaufte er 1916 seine drei Juwelierläden, um sich ganz auf die Entwicklung einer neuartigen Brotschneidemaschine zu konzentrieren, die in der Lage sein sollte, ganze Laibe in einem Arbeitsgang in gleichmäßig dünne Scheiben zu zerteilen. Doch ein Feuer in einer Fabrik in Monmouth (Illinois), die seine Maschine produzieren sollte, zerstörte 1917 nicht nur den ersten Prototyp, sondern auch alle Baupläne Rohwedders. Erst zehn Jahre später gelang es ihm, einen verbesserten Prototyp zu bauen, der das Brot nicht nur schnitt, sondern gleich einpackte. 1928 meldete Rohwedder ein Patent auf seine Erfindung an und fand eine Bäckerei in Chillicothe (Missouri), die seine Maschine kaufte. Am 7. Juli 1928 wurde dort das erste maschinell geschnittene und verpackte Brot verkauft.
In den folgenden Jahren übernahmen immer mehr Bäckereien Rohwedders Erfindung und die Verkaufszahlen stiegen steil an. Die Nachfrage wurde zusätzlich durch die Erfindung des vollautomatischen Pop-up-Toasters befeuert, der kurz zuvor (1927) auf den Markt gekommen war. 1933 wurde in den USA erstmals landesweit mehr geschnittenes als ungeschnittenes Brot verkauft.
Im selben Jahr verkaufte Rohwedder seine Erfindung an die Firma Micro-Westco Co. in Bettendorf (Iowa) und trat als Vizepräsident in das Unternehmen ein. Nach seiner Pensionierung 1951 zog er nach Albion (Michigan), wo er bis zu seinem Tode lebte. Auf dem dortigen Riverside Cemetery wurde er auch begraben.

## Bedeutung
Rohwedders Erfindung revolutionierte nicht nur die Backindustrie, sondern schlug sich auch in der US-amerikanischen Alltagskultur nieder. Die Redewendung the greatest thing since sliced bread wird häufig benutzt, um die Bedeutung einer neuen Erfindung oder eines neuen Produkts zu unterstreichen.
Ein Exemplar von Rohwedders Brotschneidemaschine wird heute in der Smithsonian Institution in Washington, D.C. ausgestellt.